# グリーンビル (リベリア)
グリーンビル（Greenville、シノエ、Sinoeとも言う）とは西アフリカのリベリアにある町。首都モンロビアから約350Km、シノエ川沿いの大西洋に面した港町。シノエ郡の中心地で、人口は16,434人（2008年国勢調査）。グリーンビルは小さな港湾で、主に丸太の輸出を扱っている。リベリア内戦で町のほとんどは破壊されてしまった。

## 自然
グリーンビルから内陸にサポ国立公園があり、熱帯雨林の原生林には野生動物が生息している。

## 歴史
グリーンビル周辺の地域には先住部族のクル族とバッサ族が定住していたが、ミシシッピ・アフリカ植民地として1835年にアメリカのルイジアナ州植民地会社が解放奴隷の黒人を移住（入植）させ、グリーンビルの街は建設され、ミシシッピ・アフリカ植民地が1842年にリベリア連邦に統合される間で、グリーンビルはミシシッピ・アフリカ植民地の中心地だった。